# Cladastomum ulei
Cladastomum ulei är en bladmossart som beskrevs av C. Müller 1898. Cladastomum ulei ingår i släktet Cladastomum och familjen Ditrichaceae. Inga underarter finns listade i Catalogue of Life.